# پراش فیبر
پراش فیبر زیر شاخه ای از پراکندگی است، ناحیه ای که در آن ساختار مولکولی از پراکندگی داده‌ها (معمولاً اشعه ایکس، الکترون یا نوترون) تعیین می‌شود. در پراش فیبر، الگوی پراکندگی تغییر نمی‌کند، زیرا نمونه حول یک محور منحصر به فرد (محور فیبر) می‌چرخد. چنین تقارن تک محوری با رشته‌ها یا الیاف متشکل از ماکرومولکول‌های بیولوژیکی یا ساخت دست بشر مکرر است. در کریستالوگرافی، تقارن فیبر یک تشدید در مورد تعیین ساختار بلوری است، زیرا بازتاب‌ها لکه دار شده و ممکن است در الگوی پراش فیبر همپوشانی داشته باشند. علم مواد، تقارن فیبر را ساده‌سازی می‌داند، چرا که تقریباً اطلاعات کامل ساختار، قابل دستیابی در یک الگوی پراش دو بعدی (۲ بعدی) است که بر روی فیلم عکاسی یا آشکارساز دوبعدی قرار گرفته‌است. ۲ جهت مختصات به جای ۳ جهت برای توصیف پراش فیبر کافی است.

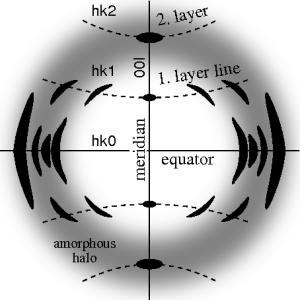
الگوی پراش الیاف ایده‌آل از یک ماده نیمه کریستالی با هاله آمورف و بازتاب روی خطوط لایه. شدت بالا با رنگ تیره نشان داده می‌شود. محور فیبر عمودی است

الگوی الیاف ایده‌آل دارای تقارن ۴ ربعی است. در الگوی ایده‌آل، محور فیبر نصف النهار نامیده می‌شود و جهت عمود بر آن استوا نامیده می‌شود. در مورد تقارن فیبر، بازتاب‌های بسیار بیشتری نسبت به پراش تک بلوری در الگوی دوبعدی نشان داده می‌شود. در الگوهای فیبر، این بازتاب‌ها به وضوح در امتداد خطوط (خطوط لایه‌ای) که تقریباً موازی با خط استوا قرار دارند، ظاهر می‌شوند؛ بنابراین، در پراش فیبر مفهوم خط لایه کریستالوگرافی قابل لمس می‌شود. خطوط لایه خم نشان می‌دهد که الگو باید صاف شود. بازتاب‌ها با شاخص Miller hkl، یعنی ۳ رقمی برچسب گذاری می‌شوند. انعکاس‌ها روی خط لایه i به اشتراک گذاشته می‌شوند l= i. بازتاب‌های روی نصف النهار بازتاب‌های 00l هستند. در کریستالوگرافی الگوهای پراش الیاف مصنوعی با چرخش یک کریستال حول یک محور (روش کریستال چرخشی) ایجاد می‌شوند.
الگوهای الیاف غیر ایده‌آل در آزمایش‌ها به دست می‌آیند. آنها فقط نشان دهنده تقارن آینه ای در مورد نصف النهار هستند. دلیل آن این است که محور فیبر و پرتو فرودی (اشعه ایکس، الکترون، نوترون) نمی‌توانند کاملاً عمود بر یکدیگر باشند. اعوجاج هندسی مربوطه به‌طور گسترده توسط مایکل پولانی مورد مطالعه قرار گرفته‌است و مفهوم کره پولانی (به آلمانی: "Lagenkugel") را که کره اوالد را قطع می‌کند، معرفی کرده‌است. بعدها روزالیند فرانکلین و ریموند گاسلینگ استدلال هندسی خود را انجام دادند و معادله تقریبی برای زاویه شیب فیبر β ارائه کردند. تجزیه و تحلیل با نگاشت الگوی دوبعدی تحریف شده در صفحه نماینده فیبر شروع می‌شود. این صفحه ای است که شامل محور استوانه در فضای متقابل است. در کریستالوگرافی ابتدا تقریبی از نگاشت در فضای متقابل محاسبه می‌شود که به صورت تکراری پالایش می‌شود. روش دیجیتالی که اغلب تصحیح فریزر نامیده می‌شود از تقریب فرانکلین برای زاویه شیب β شروع می‌شود. شیب فیبر را از بین می‌برد، تصویر آشکارساز را باز می‌کند و شدت پراکندگی را تصحیح می‌کند. معادله صحیح برای تعیین β توسط نوربرت استریبک ارائه شده‌است.

## نقش تاریخی
مواد الیافی مانند پشم یا پنبه به راحتی دسته‌های هم تراز را تشکیل می‌دهند و جزو اولین ماکرومولکول‌های بیولوژیکی بودند که توسط پراش اشعه ایکس به ویژه توسط ویلیام استبری در اوایل دهه ۱۹۳۰ مورد مطالعه قرار گرفتند. داده‌های پراش فیبر منجر به چندین پیشرفت مهم در توسعه زیست‌شناسی ساختاری شد، به عنوان مثال می‌توان به مدل‌های اصلی مارپیچ α و مدل واتسون-کریک از DNA دو رشته‌ای اشاره نمود.

## هندسه پراش فیبر

هندسه پراش فیبر با کج شدن فیبر تغییر می‌کند (زاویه شیب β بین محور صلب آبی و محوری که دارای علامت s-space است) است. اطلاعات ساختار در فضای متقابل (محورهای سیاه)، گسترش یافته بر روی سطوح کره‌های پولانی است. در انیمیشن ۱ کره پولانی با ۱ بازتاب روی آن رصد می‌شود

این انیمیشن هندسه پراش فیبر را نشان می‌دهد. این بر اساس مفاهیم پیشنهاد شده توسط پولانی است. جهت مرجع، پرتو اولیه است (برچسب: اشعه ایکس). اگر فیبر با زاویه β از جهت عمود برهم کج شود، همچنین اطلاعات مربوط به ساختار مولکولی آن در فضای متقابل (سه وجهی با علامت s-space) کج می‌شود. در فضای متقابل، کره اوالد مرکز خود را در نمونه دارد. شعاع آن ۱/λ است و λ طول موج تابش فرودی است. در سطح کره اوالد تمام نقاط فضای متقابل یافت می‌شود که توسط آشکارساز دیده می‌شود. این نقاط بر روی پیکسل‌های آشکارساز با طرح‌ریزی مرکزی ترسیم می‌شوند.
در فضای s هر بازتابی در کره پولانی خود یافت می‌شود. ذاتاً انعکاس ایده‌آل نقطه‌ای در فضای s است، اما تقارن فیبر آن را به حلقه‌ای تبدیل می‌کند که با چرخش حول جهت فیبر آغشته شده‌است. دو حلقه نشان دهنده هر بازتاب در کره پولانی هستند، زیرا پراکندگی با توجه به مبدأ فضای s متقارن نقطه ای می‌باشد. بر روی آشکارساز تنها نقاطی از بازتاب در فضای s نگاشت شده‌اند که هم در کره اوالد و هم در کره پولانی هستند. این نقاط دایره بازتابی (حلقه آبی) را تشکیل می‌دهند. با کج شدن فیبر تغییر نمی‌کند. مانند پروژکتور اسلاید، دایره بازتابی (پرتوهای متحرک قرمز) روی آشکارساز (دایره آشکارساز، حلقه آبی) پخش می‌شود. حداکثر ۴ تصویر (نقطه قرمز) از بازتاب نظارت شده می‌تواند نشان داده شود. موقعیت تصاویر بازتاب تابعی از جهت‌گیری فیبر در پرتو اولیه است (معادله پولانی). معکوس، از موقعیت‌های تصاویر بازتابی، جهت فیبر را می‌توان تعیین کرد، اگر برای شاخص میلر {\displaystyle hkl} هر دو {\displaystyle |h|+|k|\neq 0} و {\displaystyle l\neq 0} معتبر است. از نمایش پولانی هندسه پراش فیبر، روابط نگاشت فیبر توسط هندسه ابتدایی و کروی ایجاد می‌شود.

## اصلاح الگو

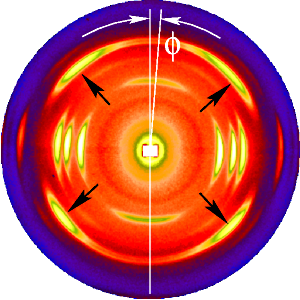
یک الگوی فیبر اندازه‌گیری شده

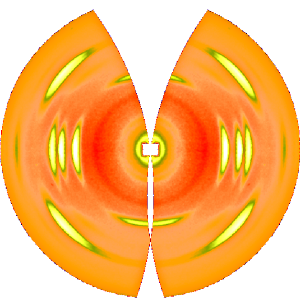
الگوی الیاف پلی پروپیلن در (صفحه نماینده) فضای متقابل نقشه‌برداری شده‌است

شکل سمت چپ یک الگوی الیاف معمولی از پلی پروپیلن را قبل از ترسیم آن در فضای متقابل نشان می‌دهد. محور آینه در الگو توسط زاویه می‌چرخد {\displaystyle ~\phi } با توجه به جهت عمودی این نقص با چرخش ساده تصویر جبران می‌شود. ۴ فلش مستقیم به ۴ تصویر بازتابی از بازتاب مرجع انتخابی اشاره می‌کنند. موقعیت آنها برای تعیین زاویه شیب فیبر استفاده می‌شود {\displaystyle \beta } . تصویر بر روی یک آشکارساز CCD ثبت شده‌است. این شدت لگاریتمی را در نمایش شبه رنگ نشان می‌دهد. در اینجا رنگ‌های روشن نشان دهنده شدت بالا هستند.
پس از تعیین {\displaystyle \beta } فاصله بین نمونه و آشکارساز با استفاده از داده‌های کریستالوگرافی شناخته شده بازتاب مرجع محاسبه می‌شود، یک نقشه شبکه ای یکنواخت برای صفحه فیبر نماینده در فضای متقابل ساخته می‌شود و داده‌های پراش به این نقشه داده می‌شود. شکل سمت راست نتیجه را نشان می‌دهد. تغییر شدت پراکندگی در فرایند تاب برداشتن در نظر گرفته شده‌است. به دلیل انحنای سطح کره اوالد، لکه‌های سفیدی در نصف النهار باقی می‌ماند که اطلاعات ساختاری در آنها وجود ندارد. فقط در مرکز تصویر و با مقدار s مربوط به زاویه پراکندگی {\displaystyle 2\beta } اطلاعات ساختاری در نصف النهار وجود دارد. البته اکنون تقارن ۴ ربعی وجود دارد. این بدان معنی است که در الگوی مثال، بخشی از اطلاعات گم شده ممکن است «از نیمه پایین به نیمه بالایی» در مناطق سفید کپی شود؛ بنابراین، اغلب منطقی است که فیبر را عمداً کج کنیم.

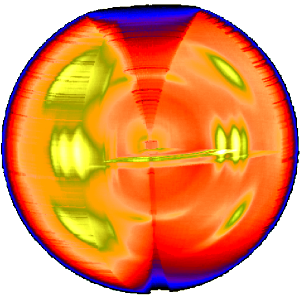
نمایش سه بعدی فضای متقابل پر از داده‌های پراکنده از فیبر پلی پروپیلن

طرح سه بعدی نشان می‌دهد که در آزمایش مثال، اطلاعات جمع‌آوری شده در مورد ساختار مولکولی فیبر پلی پروپیلن تقریباً کامل است. با چرخش الگوی صفحه حول نصف النهار، داده‌های پراکندگی در 4s جمع‌آوری شد یک حجم تقریباً کروی از فضای s را پر می‌کند. در مثال، تقارن ۴ ربعی هنوز برای پر کردن بخشی از نقاط سفید در نظر گرفته نشده‌است. برای وضوح، یک چهارم کره بریده شده‌است، اما خود صفحه استوایی حفظ شده‌است.

### کتاب‌های درسی
- الکساندر LE (1979) "روش‌های پراش اشعه ایکس در علم پلیمر"، ویلی، نیویورک
- Klug HP, Alexander LE (1974) "روش‌های پراش اشعه ایکس برای مواد پلی کریستالی و آمورف"، ویرایش دوم، ویلی، نیویورک
- وارن بی (۱۹۹۰) "پراش اشعه ایکس". دوور، نیویورک
- سعد محمد (۱۹۹۴) "ساختار با وضوح پایین و بررسی‌های بسته بندی حوزه‌های کریستالی کلاژن در تاندون با استفاده از اشعه ایکس تابش سنکروترون، تعیین فاکتورهای ساختار، ارزیابی روش‌های جایگزینی ایزومورف و سایر مدل سازی‌ها." پایان‌نامه دکتری، دانشگاه جوزف فوریه گرنوبل ۱